# Gertrud von Büchel

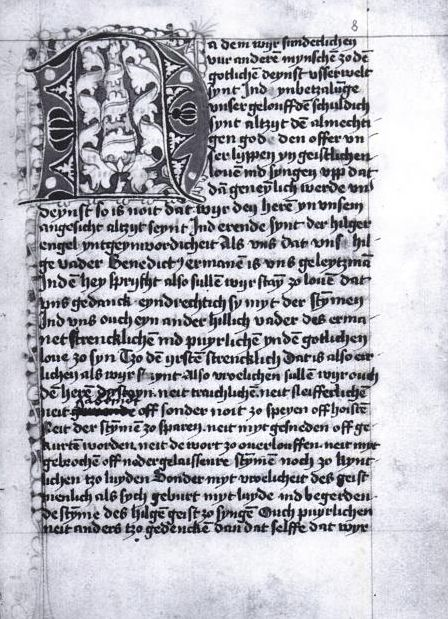
Berliner Handschrift, geschrieben von Gertrud von Büchel

Gertrud von Büchel (* 1467 im Köln-Bonner Raum, vermutlich in Dottendorf; † 7. Oktober 1543 in Rolandswerth) war eine deutsche Äbtissin, Kalligraphin und Buchillustratorin.

## Leben
Gertrud von Büchel (auch einfach: Gertrud Buchel) stammte aus der Kölner Ritter- und Patrizierfamilie Büchel (auch van dem Buchel, von Buchell, Buggele, Buchelius u. ä.). Sie war eine Tochter von Johann von Buchell d. Ä. (* um 1420/30; † nach 1466) und dessen Frau Agnes von Stromberg (* um 1420/30; † nach 1466), Tochter von Stadtschultheiß Johann (Henne) von Strombergh († um 1451) aus Hachenburg und N. von Betzdorf. Zu ihren Neffen gehörten der kurkölnische Rat Dietrich von Büchel (* um 1505/15; † 1552) und der kurtrierische, später kurkölnische Rat Heinrich von Büchel (* um 1510/15; † 1597).
Im Augustinerchorfrauenstift Engeltaler Kloster in Bonn, in dem sie ein halbes Jahr zubrachte, erlernte sie das Malen von Buchillustrationen. Sie war bald eine geschätzte Kalligraphin.
Gertrud von Büchel beherrsche Latein und war humanistisch gebildet:

„Finitus et co[m]pletus e[st] liber iste p[er] me sorore[m] girdrudy[m] buchel p[ro]fessa[m] monialem Insule rolandi a[n]no do[omi]ni Milesimo quadragi[n]tesi[m]o nonagesimo septimo i[n] vigilia mathie ap[osto]li. Oretis d[omi]n[u]m deu[m] p[ro] me.“ – „Beendet und fertiggestellt wurde dieses Buch von mir, Schwester Gertrudis Buchel, Nonne von Rolandswerth, im Jahr des Herrn 1497 am Fest des Apostels Matthias. Betet für mich zu Gott dem Herrn.“

Gertrud von Büchel lebte als Benediktinerin im Kloster Rolandswerth (auch: Nonnenwerth) bei Remagen, das sich 1465 der benediktinischen Reformbewegung der Bursfelder Kongregation anschlossen hatte. Ihre Schwester Demudis von Buchel († 1507) war von 1490 bis 1507 Äbtissin des Klosters. Nach der Klosterchronik von Rolandswerth hat Gertrud unter anderem zwei Graduale und vier Antiphonale geschrieben und illustriert. Sie illustrierte nach Aussage von Johannes Butzbach auch Chorbücher, die von den Laacher Mönchen Gerhard (Baldewin) von Vreden und Peter von Weiden geschrieben worden waren.
1493 schrieb sie einen lateinischen Traktat des Johannisberger Abtes Conrad von Rodenberg († 1486) über die Glieder Mariens ab; diese Handschrift wird heute in der Library of Congress aufbewahrt. Ein von ihr geschriebenes Breviar befindet sich heute in der Forschungsbibliothek Gotha.
Johannes Butzbach genannt Piemontanus (1478–1516), Prior der Abtei Maria Laach, widmete Gertrud von Büchel 1505 seine Schrift Libellus de praeclaris picturae professoribus ad Gertrudem sanctimonialem, insignem pictricem in insula Rolandi als Dank für Malereien, die sie durch Thomas von Weiden († 1530) nach Laach geschickt hatte. In dem Brief erwähnt er ihre Studien und überdurchschnittlichen wissenschaftlichen Kenntnisse (tua lectione et studio (quum non mediocriter litteras calles)) und ihre „durch das Studium der schönen Wissenschaften und des Schrifttums geadelte Geisteskraft“ (ingenium tuum nobilissimum tam bonarum litterarum et scripturarum studiis). Ebenso wie in ihrer gelehrten Mitschwester Aleidis Raiscop sah er in Gertrud eine vorbildliche Ordensfrau.
Gertrud von Büchel folgte ihrer Schwester von 1507 bis 1543 als Äbtissin nach. Kaiser Maximilian I. (1459–1519), der bereits 1486 einmal in Rolandswerth gewesen war, besuchte das Kloster 1508 während seiner Regentschaft und nahm es in seinen Schutz. Seit etwa 1517 unterstand Rolandswerth der Aufsicht von Groß St. Martin in Köln.
1513, 1516 und 1528 wird Gertrud von Büchel als Äbtissin des Frauenkonventes auf dem Werth bei Rolandseck (Rolandswerth) urkundlich erwähnt.
1535 erklärte Gertrud, ihren beiden verstorbenen Brüdern – Heinrich von Büchel († vor 1525) und Johann von Büchel d. J. († vor 1535) – 240 Gulden aus der Klosterkasse geliehen zu haben, und ließ diese Schuld von ihren Neffen Dietrich (* um 1505/15; † 1552), Heinrich (* um 1510/15; † 1597), Konrad († nach 1553) und Johann van Buchel († nach 1536) anerkennen.
Nachfolgerin Gertrud von Büchels als Äbtissin wurde Apollonia von der Heiden († 1558), vermutlich ihre Nichte oder eine andere Verwandte ihres Schwagers Johann von der Heyden (* um 1475; † 1541/48).
Der Grabstein für Gertrud von Büchel wurde 1632 von den Schweden zerstört.
Gertrud von Büchel war eine Tante des Kanonikers Hubert van Buchell (1513–1599), Stifter der Stadtbibliothek (heute: Universitätsbibliothek) und der van Buchell-Stiftung in Utrecht, einem Sohn ihres Bruders Edmund von Buchell (um 1463–1548), des Drosten von Büren und Beusichem in Gelderland, und eine Großtante des niederländischen Humanisten Arnoldus Buchelius (1565–1641).